# 池田義博
池田 義博（いけだ よしひろ、1967年 - ）は、一般社団法人 記憶工学研究所 代表理事・所長。
世界記憶力グランドマスター。
ライフキネティック日本支部 アンバサダー。
アクティブ・ブレイン協会 テクニカルディレクター。
TV出演・著書多数。
茨城県出身。

## 略歴
エンジニアを経て学習塾を経営。
2011年、塾で使用する教材のアイデアを探していたときに、記憶法（アクティブ・ブレイン）と出会い、脳の使い方を学ぶ。
それ以降、記憶力を初め人間のもつ脳力の可能性に興味を持ち、独自にさまざまな記憶法を極める。
2013年記憶力日本選手権大会に挑戦し、初出場で優勝し記憶力日本一となる。翌年から2019年大会まで、出場した6回すべてで連続優勝という前人未踏の快挙を達成。(2016年は不参加)
また2013年には、ロンドンで開催された世界記憶力選手権において課題をすべてクリアし、日本人初の「記憶力グランドマスター」の称号を獲得。
2021年、記憶力・脳力開発の研究を深めるため「一般社団法人記憶工学研究所（Memory Engineering Institute：略称MEI）」を創設。
自らの体験をもとに「実際に使える記憶法」「記憶法を使いこなすメタ記憶法」というコンセプトで開発したオリジナルメソッド「IP記憶法」の普及につとめる。

## 主な受賞歴
| 受賞年 | 大会名                                                    |
| 2013   | 記憶力日本選手権大会初出場初優勝                          |
| 2013   | WMSC（世界記憶競技協会） オーストラリアンオープン大会優勝 |
| 2013   | WMSC（世界記憶競技協会）東京オープン大会優勝              |
| 2013   | 世界記憶力選手権「記憶力グランドマスター」獲得            |
| 2014   | 記憶力日本選手権大会優勝                                  |
| 2015   | 記憶力日本選手権大会優勝                                  |
| 2016   | 記憶力日本選手権大会優勝                                  |
| 2018   | 記憶力日本選手権大会優勝                                  |
| 2019   | 記憶力日本選手権大会優勝                                  |

## 記憶力・記憶法について
驚異的な記憶力や記憶法について、池田義博本人は次のように語っている。
「記憶力グランドマスターってなに?」――よく聞かれます。具体的には、世界記憶力選手権で次の3つの条件をクリアした者だけに与えられる称号です。
●シャッフルした1組のトランプの順番を2分以内に記憶できること
●シャッフルしたトランプの順番を1時間で10組以上記憶できること
●ランダムに並んだ数字を1時間で1000桁以上記憶できること
これだけを見ると、なにか特殊な(異常な?)能力があるかのように思われるかもしれません。しかし実際は、脳の使い方をマスターすることで、誰でもある程度まではできるようになります。
私自身、こうした技術を身に着けたのは40歳を過ぎてからで、それまではごく普通の記憶力でした。
記憶力の頂点に立って分かったのは、脳力・頭の良さを左右するのは生まれ持った才能よりも、「脳の使い方」と「脳の鍛え方」だということです。
この2つをマスターすれば誰でも――子供でも高齢者でも――驚異的な記憶力・脳力を発揮できます。

## 著書
- 見るだけで勝手に記憶力がよくなるドリル（サンマーク出版）
- 見るだけで勝手に記憶力がよくなるドリル２（サンマーク出版）
- 見るだけで勝手に記憶力がよくなるドリル３（サンマーク出版）
- 見るだけで勝手に記憶力がよくなるドリル４（サンマーク出版）
- 世界記憶力グランドマスターが教える 脳にまかせる勉強法（ダイヤモンド社）
- 世界記憶力グランドマスターが教える 脳にまかせる超集中術（ダイヤモンド社）
- 記憶力日本一を５度獲った私の奇跡のメモ術（幻冬舎）
- 一度読むだけで忘れない読書術（SBクリエイティブ）
- 子供の成功は記憶力で決まる 学力、思考力、心を育む子育て（朝日新聞出版）
- 記憶力日本一が教える“ライバルに勝つ”記憶術（世界文化社）

## テレビ・ラジオ出演歴
出演したテレビ番組
- ためしてガッテン（NHK総合　2013年10月）
- 欽ちゃんの全国びっくり王（NHK−BS　2014年6月）
- ZIP（日本テレビ　2014年8月）
- きわめびと（NHK総合　2014年10月）
- マツコの知らない世界（TBS　2015年5月）
- 最強文化系コロシアム天下一文道会（TBS　2015年6月）
- ザ・スカウト（日本テレビ　2015年8月）
- つかたこレインボーロード（関西テレビ　2015年11月）
- これ考えた人、天才じゃね!?（テレビ東京　2016年2月）
- ピラミッドダービー（TBS　2016年4月）
- 今ちゃんの「実は・・・」（ABC朝日放送　2016年5月）
- Rの法則（NHK−Eテレ　2016年10月）
- なら≒デキ（テレビ朝日　2016年10月）
- 雨上がりのAさんの話（ABC朝日放送　2016年11月）
- この差って何ですか？（TBS　2017年2月）
- エージェントWEST !（ABC朝日放送　2017年3月）
- 進め！やんチャレンジ（テレビ東京　2017年4月）
- かんさい情報ネットten（読売テレビ　2017年5月）
- なら≒デキ ゴールデンスペシャル（テレビ朝日　2017年6月）
- ごごナマ　助けてきわめびと（NHK総合　2017年8月）
- 天才てれびくん（NHK Eテレ　2018年2月）
- おはよう朝日です（朝日放送　2018年2月）
- 日本人のおなまえっ！（NHK総合　2018年4月）
- かんさい情報ネットten（読売テレビ　2018年5月）
- ホンマでっかTV（フジテレビ　2019年2月）
- でんじろうのTHE実験（フジテレビ　2019年　8月）
- おはよう朝日です（朝日放送　2020年2月）
- ニノさん（日本テレビ　2020年4月）
- なにわからAぇ! 風吹かせます！（関西テレビ　2020年6月）
- もしもで考える…　なるほど！なっとく塾（BSフジ　2020年8月）

【出演したラジオ番組】
- FUTURESCAPE（FMヨコハマ　2014年11月）
- 松木安太郎の「バーンってやってドーン!」（JFN 2016年4月）
- GOLD RUSH（J-WAVE　2018年10月）